# 영광송
영광송(doxology)은 다양한 기독교 예배에서 주에게 찬미하는 짧은 찬송가이다. 칸티쿰, 시편, 찬송가의 끝에 추가되기도 한다. 유대교 회당 시나고그에서 행해지던 비슷한 관습에서 비롯되었다.

## 삼위일체적 영광송
기독교 전통에서 영광송은 일반적으로 아버지, 아들, 성령의 삼위일체를 기리는 노래이다. 송영(頌榮)으로 부르기도 한다.

## 같이 보기
- 소영광송
- 대영광송